# Światowy Dzień Czerwonego Krzyża i Czerwonego Półksiężyca

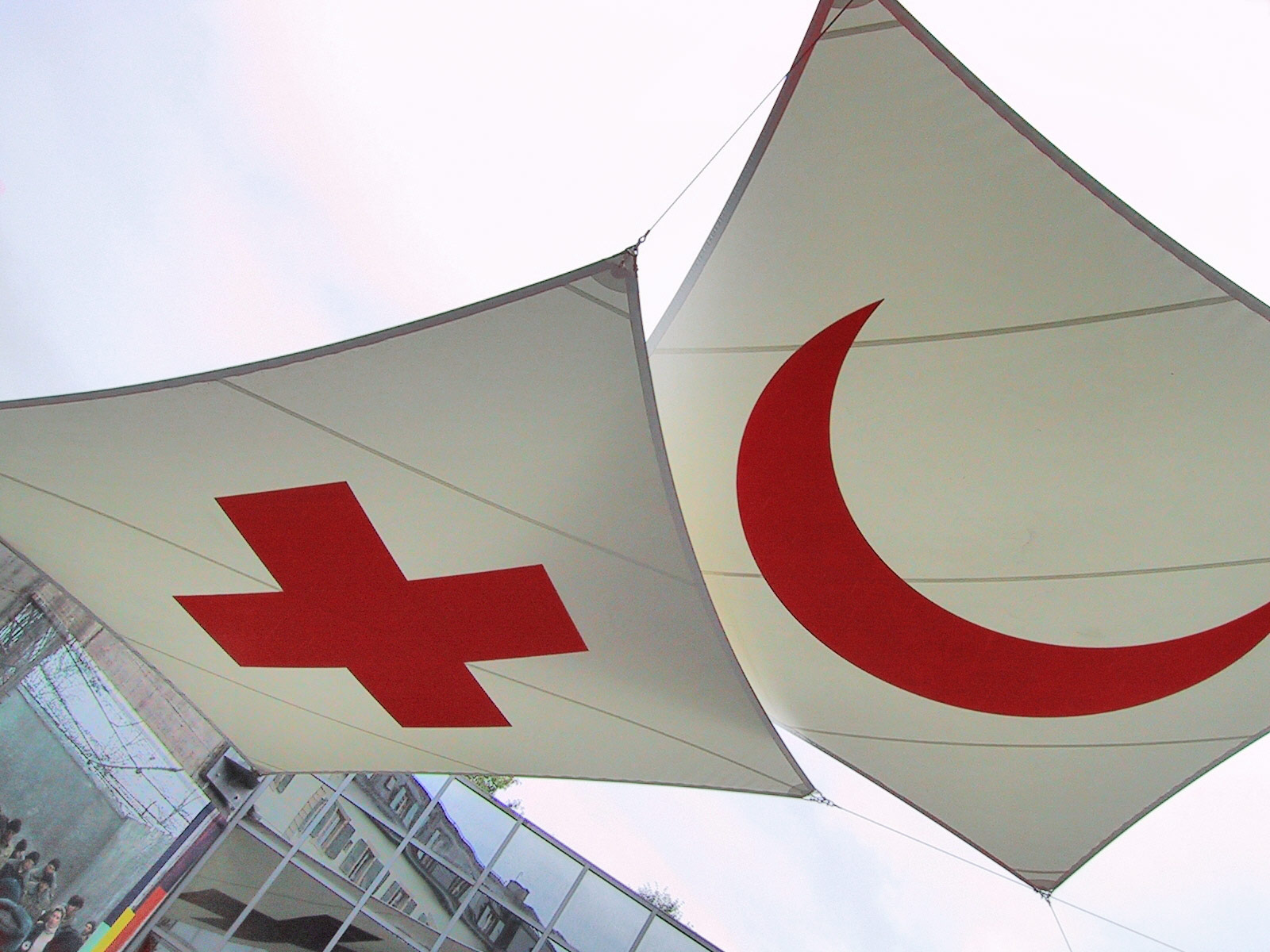
Flaga Międzynarodowego Ruchu CK i CP.

Światowy Dzień Czerwonego Krzyża i Czerwonego Półksiężyca - coroczne święto łączące 100 milionów wolontariuszy, obchodzone 8 maja w 192 krajach, w celu przedstawienia społeczeństwu zadań wykonywanych przez Międzynarodowy Ruch Czerwonego Krzyża i Czerwonego Półksiężyca i rozpowszechniania idei humanitaryzmu i bezinteresownej pomocy. 
Za datę obchodów przyjęto dzień urodzin  Henriego Dunanta, założyciela Czerwonego Krzyża. 

Podstawową misją Ruchu CK i CP jest zapobieganie i łagodzenie cierpienia ludzkiego oraz ochrona ludzkiej godności, bez jakiejkolwiek dyskryminacji dotyczącej narodowości, rasy, płci, przekonań religijnych lub politycznych.

## Historia
W 1922 roku (w 4 lata po I wojnie światowej), z inicjatywą ustanowienia obchodów światowego dnia i tygodnia Czerwonego Krzyża, wystąpił ówczesny Czechosłowacki Czerwony Krzyż (CCK). Proklamowano ogłoszenie trzydniowego symbolicznego rozejmu na czas świąt wielkanocnych w celu promocji pokoju. Inicjatywa ta znana jest jako "Rozejm Czerwonego Krzyża" i jest uznawana za pierwotną ideę Światowego Dnia Czerwonego Krzyża i Czerwonego Półksiężyca.
W 1925 Liga Stowarzyszeń Czerwonego Krzyża i Czerwonego Półksiężyca (obecnie od 1991 Federacja) rozważyła ten projekt przedstawiony przez krajowe stowarzyszenia z Peru, Portugalii, Polski, Chin oraz Meksyku i podczas 14. Międzynarodowej Konferencji CK powołano Komisję ds. ustanowienia święta na wzór Rozejmu Czerwonego Krzyża. 
Na 15. Międzynarodowej Konferencji w Tokio (1934), Komisja zaaprobowała zasady Rozejmu.
W lipcu 1946 (w rok po zakończeniu II  wojny światowej) Liga przyjęła wniosek CCK o ustalenie międzynarodowego dnia, w którym propagowane byłyby na całym świecie ideały i zadania Ruchu (rezolucja nr 14 XIX Sesji Rady Gubernatorów, Oksford 1946). 
W marcu 1948 Komitet Wykonawczy Ligi ustanowił 8 maja wspólnym świętem dla wszystkich stowarzyszeń. 
Od 1984 przyjęto nazwę Światowy Dzień Czerwonego Krzyża i Czerwonego Półksiężyca.